# Janzophion nebosus
Janzophion nebosus är en stekelart som beskrevs av Ian D. Gauld 1985. Janzophion nebosus ingår i släktet Janzophion och familjen brokparasitsteklar. Inga underarter finns listade i Catalogue of Life.